# Bom Motivo Bar
Bom Motivo Bar, ou simplesmente Bom Motivo, foi um tradicional bar da cidade de São Paulo, famoso por suas apresentações de MPB e pelas transmissões de eventos esportivos, muito embora tenha sido considerado também um reduto do samba. Já recebeu em seu palco nomes da MPB como Chico Buarque e João Bosco.

## Histórico
O Bom Motivo foi inaugurado no ano de 1984 e passou por uma ampla reformulação em 2009. Seu proprietário original foi Roberto Lapiccirella, músico e pesquisador de música brasileira.
| “                      | Meu interesse por música começou ainda menino, porque meu pai era maestro italiano e, apesar de não atuar mais, estava muito envolvido nesse universo. Ele me apresentou a bela musica clássica, a música italiana e grandes tenores. Mas, como sou o único brasileiro da família, até meus outros dois irmãos são italianos, não ia me dispor a cantar somente música italiana, muito menos as em inglês que se ouvia por aí. | ” |
| — Roberto Lapiccirella | |   |